# دي دي وارويك
دي دي وارويك (بالإنجليزية: Dee Dee Warwick)‏ هي مغنية وموسيقية أمريكية، ولدت في 25 سبتمبر 1945 في نيوآرك في الولايات المتحدة، وتوفيت في 18 أكتوبر 2008 في مقاطعة إسكس في الولايات المتحدة بسبب تعاطي المخدرات.

## وصلات خارجية
- دي دي وارويك على موقع IMDb (الإنجليزية)
- دي دي وارويك على موقع ميوزك برينز (الإنجليزية)
- دي دي وارويك على موقع إن إن دي بي (الإنجليزية)
- دي دي وارويك على موقع أول ميوزيك (الإنجليزية)
- دي دي وارويك على موقع ديسكوغز (الإنجليزية)
- دي دي وارويك على موقع قاعدة بيانات الفيلم (الإنجليزية)